# 小田桐幸雄
小田桐 幸雄（おだぎり ゆきお、1956年（昭和31年）2月10日 - ）は、日本のボクサー。 

## 経歴
青森県弘前市出身。弘前電波工業高等学校を経て、拓殖大学に入学する。同校在学中に、1976年モントリオールオリンピックにフェザー級で出場し、3回戦で敗退した。
ほか、1976年（昭和51年）全日本選手権フェザー級優勝、第8回アジア選手権ライト級準優勝、1977年（昭和52年）ベオグラード世界選手権出場などの結果を残した。
引退後は消防署員となり、弘前消防署西北分署などに勤務。ほか、弘前ボクシング協会理事長として後進の育成に当たった。